# Страйки шахтарів Донбасу (1989—1990-ті роки)

Шахтарі-страйкарі Донбасу. 1990-ті роки.

Стра́йки шахтарі́в Донба́су (1989—1990-ті роки)

## Перші страйки
Улітку 1989 року в СРСР в умовах проведеної в країні Перебудови піднялася хвиля відкритого багатотисячного страйкового руху. У липні 1989 року масові страйки почалися в шахтарських регіонах — Кузбасі (РРФСР), Донбасі (УРСР), Карагандинському басейні.

## Передумови шахтарських страйків 1989 р
Основним поштовхом до початку масових страйків послугувало погіршення забезпечення шахтарських регіонів продовольчими й промисловими товарами в умовах тотального товарного дефіциту, що наростав у країні. Збурювання шахтарів накопичувалося також через недостатнє забезпечення техніки безпеки, загибелі товаришів, прагненням до росту видобутку вугілля, достойної оплати праці і підвищення якості життя.
Іншою причиною для початку масових страйків став початок розроблення Радою Міністрів СРСР плану поступового скорочення видобутку вугілля на Донбасі, поскільки частина шахт тут була збитковою навіть за радянськими мірками та підтримку створення нових вугільних басейнів на Кузбасі.
Ключовим організатором цих шахтарських страйків став «донецький клан». Вони розпочалися у Кемеровській області (де вже на той час мав свої великі зв'язки молодий директор шахти «Ждановська» Віктор Нусенкіс) і вже через тиждень її підтримали працівники шахт в Донецькій області. Однією з перших стала шахта імені Засядька в Донецьку, якою керував Юхим Звягільський.
Якщо шахтарі Кузбасу виступали за краще постачання регіону продуктами харчування та підняттям зарплат та пенсій, то «донецький клан» також досягав максимальної економічної самостійності як шахт, так і всього регіону з одночасною фінансовою підтримкою вугільних підприємств державними дотаціями. У підсумку керівники шахт отримали право самим контролювати збут і видобуток вугілля та розпоряджатися валютною виручкою від всього експорту.

## Липневий страйк шахтарів 1989р.: перебіг подій
10 липня 1989 р. в Междурєченську (Кузбас) почався страйк шахтарів, що згодом охопив і Донбас. 18 липня згідно з опублікованим повідомленням РАТАУ, шість шахт Донбасу припинили роботу. У своїх вимогах, адресованих міністрові вугільної промисловості СРСР і керівництву об'єднання «Макіїввугілля», названо 38 пунктів. Мова йшла про істотне збільшення шахтарської відпустки, додаткову оплату за нічні зміни, про вдосконалення пенсійного забезпечення, забезпечення трудівників вугільної промисловості продуктами харчування відповідно до медичних норм, прирівняння до виробничої травми захворювання на силікоз і антрокоз з наслідками, що випливають звідси, а працюючим жінкам — надання оплачуваної відпустки по догляду за дитиною до трьох років. За кількістю і своїм характером вимоги у Макіївці були дуже схожі із зверненням шахтарів Междурєченська та інших районів Кузбасу. Шахтарі Донбасу заявили про свою підтримку шахтарів Кузбасу.
На кінець дня майже сорок шахт на Донеччині припинили роботу.
19 липня на Донеччині припинили роботу 67 шахт і шахтоуправлінь, а також ряд шахтобудівних управлінь. Загальна кількість гірників, які за час страйку залишили роботу, перевищила 222 тис. осіб. Повідомлялось про розповсюдження телеграми генерального секретаря ЦК КПРС, голови президії Верховної Ради СРСР М.Горбачова і голови Ради міністрів СРСР М.Рижкова, у якій зазначалось, що рішення, які вживаються по Кузбасу, мають загальногалузевий характер, будуть розповсюджені і на гірників-вугільників України.

Того ж дня до страйку приєдналися гірники шахт об'єднання «Павлоградвугілля» Дніпропетровської області.
Припинивши роботу, залишивши необхідну кількість працівників для збереження життєдіяльності шахт, робітники вийшли на вулиці й площі міст. Порядок підтримувався силами страйкуючих, утворювалися страйкові комітети. Багатотисячні мітинги шахтарів тривали інколи добу і більше. Стали з'являтися нові робочі лідери, висуватися кандидатури в страйкові комітети.
20 липня у вугільній галузі Донбасу припинили роботу 88 шахт та кілька шахтобудівних управлінь. Загалом страйком охоплено понад 43 тис. трудящих, у тому числі понад 15 тис. робітників очисних вибоїв, понад 10 тис. прохідників. Того ж дня на центральній площі Червонограда увечері розпочався страйк гірників Червоноградської групи шахт об'єднання «Укрзахідвугілля».
21 липня не працювали всі 12 вуглевидобувних підприємств Червонограда. Страйковий комітет, проаналізувавши вимоги трудових колективів, узагальнив їх і звів до 41 пункту. Гірники порушили питання економічно-господарської самостійності шахт, удосконалення виробничих структур, скорочення до 50 % управлінського апарату, підвищення пенсій, встановлення єдиних вихідних днів. Повідомлялось, що у місті дотримувався порядок, який контролювався членами страйкового комітету.
22 липня у Донецьку область прибула і приступила до роботи комісія Ради міністрів СРСР під головуванням заступника голови Ради міністрів СРСР, голови бюро Ради міністрів СРСР по паливно-енергетичному комплексу Л. Ряб'єва. У Донбасі також перебував голова Ради міністрів УРСР В.Масол. Йшов важкий і напружений діалог між її представниками і уповноваженими страйкових комітетів. Того ж дня генеральний секретар ЦК КПРС, голова президії Верховної Ради СРСР М.Горбачов і голова Ради міністрів СРСР М.Рижков звернулися до шахтарів Донбасу із закликом відновити роботу. Ситуація у деяких галузях народного господарства досягла критичної межі. Також зазначалось, що всі погоджені урядовою комісією по розгляду вимог гірників Донбасу питання буде негайно розглянуто у Верховній Раді СРСР і Раді міністрів СРСР з участю представників шахтарів і по них будуть ухвалені необхідні рішення.
23 липня транслювалося інтерв'ю генерального секретаря ЦК КПРС, голови президії Верховної Ради М.Горбачова центральному телебаченню, у якому йшла мова про загострення ситуації, до якої призвели страйки шахтарів у вугільних басейнах країни.
24 липня повідомлялося, що у Кремлі відбулася зустріч голови Ради міністрів СРСР М.Рижкова з представниками страйкових комітетів Донбасу. В результаті переговорів було вироблено конкретну програму дій, яка стосувалася всієї вугільної промисловості країни. Протоколи угод між урядовими комісіями і шахтарями вугільних басейнів країни були прийняті до виконання. Враховуючи, що на зустрічі було знайдено взаємоприйнятні рішення, М.Рижков закликав гірників Донбасу та інших вугільних басейнів припинити страйк і повернутися на свої робочі місця.
25 липня Рижков зустрічався з представниками страйкових комітетів Печорського вугільного басейну і шахт Павлограда Дніпропетровської області.
26 липня радянські ЗМІ повідомляли, що «усі страйкуючі шахти Західного Донбасу приступили до роботи. Почали працювати усі 12 шахт Червонограду. Переважна більшість гірників Ворошиловградщини приступили до роботи. Усі без винятку шахти і шахтоуправління Донеччини відновили роботу.»
29 липня радянські ЗМІ повідомляли, що «комісія Ради міністрів СРСР і ВЦРПС розглянула вимоги шахтарських страйкових комітетів від Донецької і Ворошиловградської областей і підписала протоколи погоджених заходів. Урядова комісія приступила до другого етапу своєї роботи — реалізації заходів, а також підготовки необхідних законодавчих, правових і нормативних актів. Комісія повідомила, що прийняті рішення, які мали галузевий і загальнорегіональний характер, будуть поширені на всі вуглевидобувні райони України.»

## Результати шахтарських страйків 1989 року
Страйки шахтарів безпосередньо вплинули на те, що 3 серпня був прийнятий Верховною Радою УРСР Закон «Про економічну самостійність Української РСР» — викликаний великими проблемами і труднощами у розвитку економіки, розвалом управління виробництвом, занепадом багатьох галузей народного господарства.
7 серпня на нараді в ЦК Компартії України Щербицький визнав, що основними причинами страйків є запущеність соціальної сфери і нерозв'язаність багатьох побутових питань, погане забезпечення житлом, незадовільність людей оплатою праці, постачанні продовольства і товарів першої необхідності, а також погіршення екологічної обстановки.
На День шахтаря, 27 серпня 1989 року, донецькі гірники ухвалили резолюцію з вимогою відставки першого секретаря ЦК Компартії Володимира Щербицького та голови Верховної Ради УРСР Валентини Шевченко.

## Шахтарський рух у 1990 роки

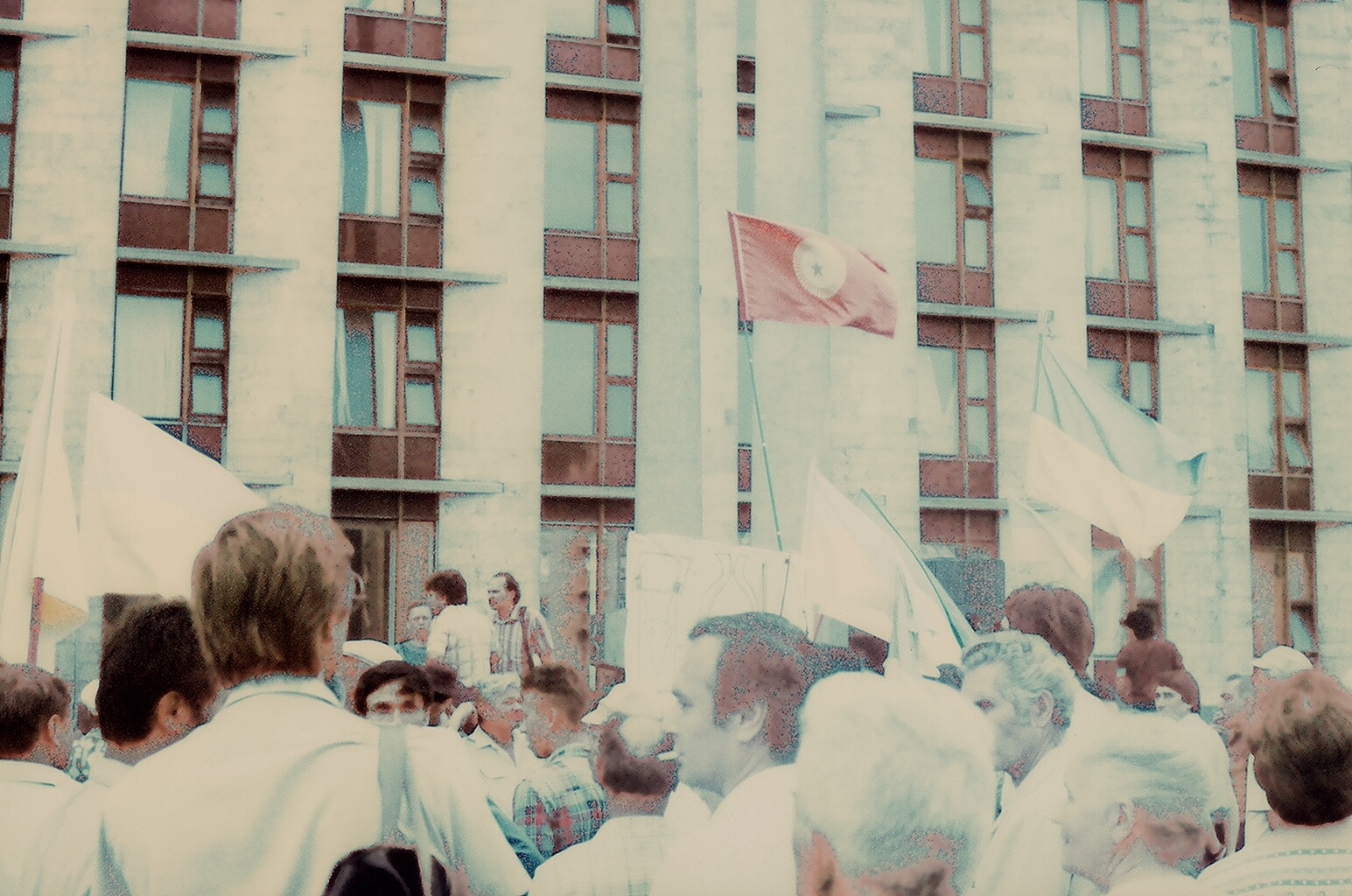
Шахтарсько-рухівський мітинг біля Донецького обкому КПУ, 1990.

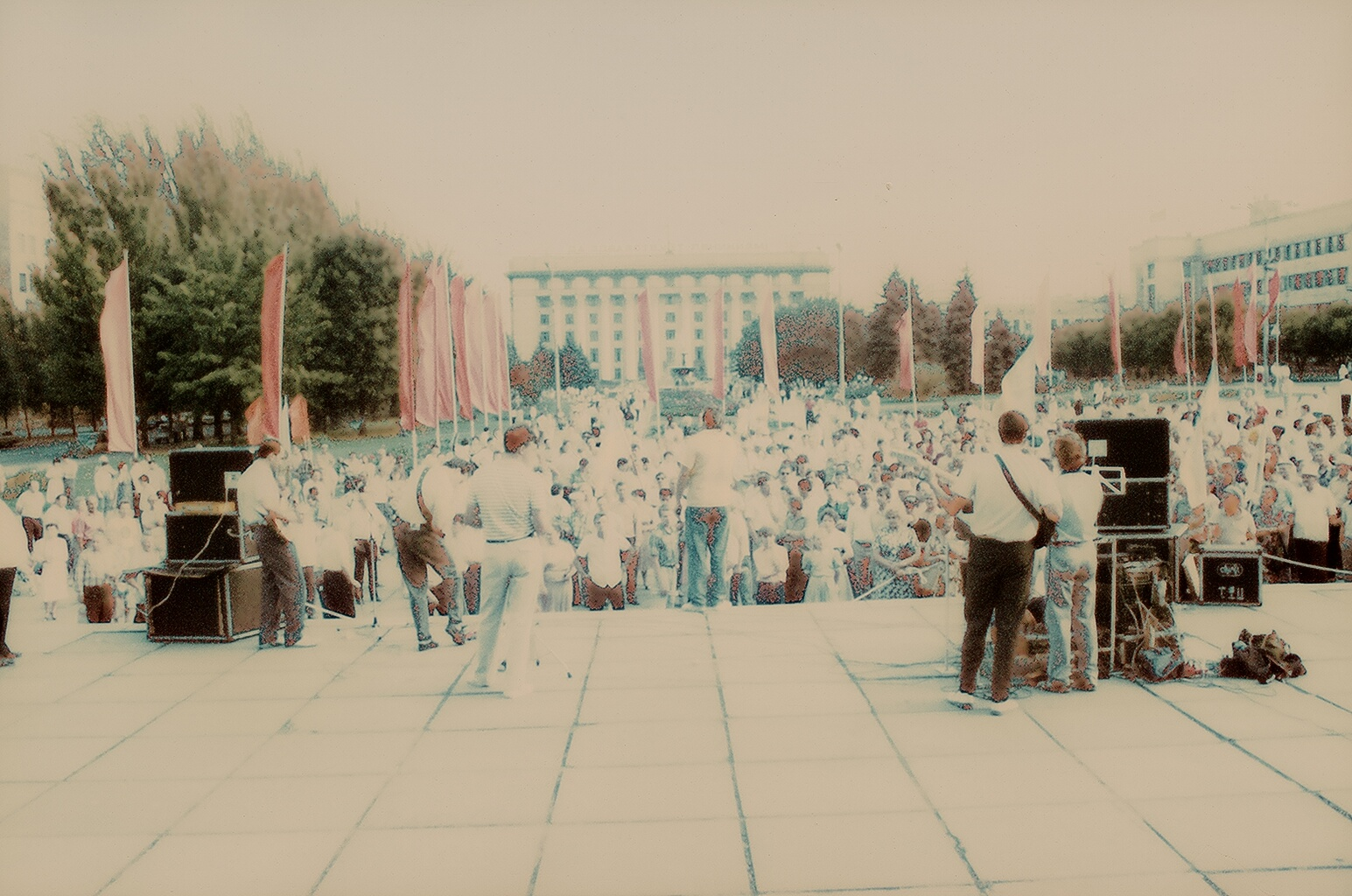
Шахтарський мітинг біля Міністерства вугільної промисловості Української РСР, Донецьк, 1990

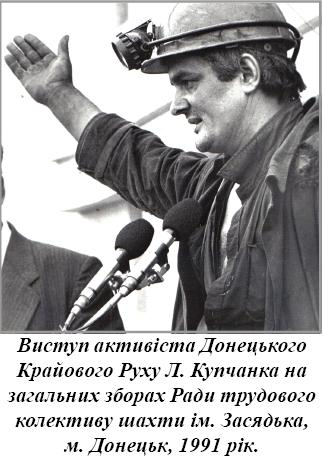
.

1990 року страйки тривали. Поступово у вимогах шахтарів з'явилися політичні вимоги.
1 березня 1991 року розпочався загальний страйк донецьких шахтарів.
Середня тривалість життя в таких шахтарських професіях, як прохідник, вибійник, сягала на той час лише 38 років через часті випадки загибелі, травматизму. При цьому пенсія для підземних спеціальностей становила 160—210 крб., і виплачували її з 50 років. 1991 року середня зарплата по СРСР перевищувала шахтарську — 405 руб. Член Донецького страйкому Олександр Калінін в інтерв'ю газеті «Дневник Приазовья» (Маріуполь) навесні 1991 р. заявив, що радикальні політичні вимоги — це від того, що керівництво держави порожніми обіцянками довело народ «до фатальної межі».
У березні-травні 1991 р. страйкували 49 шахт регіону (40 % загальної кількості): 15 шахт і 3 шахтобудівельні організації в Донецьку, 8 шахт у Селидовому, 7 — у Червоноармійську, 4 — в Павлограді Дніпропетровської області, по одній — у Харцизьку та Лисичанську. Акцію підтримали 22 вугільні підприємства Львівщини.
Робітничі (страйкові) комітети висловлювали недовіру офіційним профкомам, вимагали і домоглися виведення чи навіть закриття парткомів на підприємствах.

### Вимоги шахтарів Донбасу в березні 1991 року
- відставки президента СРСР як такого, що не має мандата народної довіри, обраного колегіями виборників: Пленумом ЦК КПРС і З'їздом народних депутатів СРСР;
- розпуску З'їзду народних депутатів СРСР;
- надання конституційного характеру Декларації про державний суверенітет України;
- створення Ради Конфедерацій суверенних держав з повноваженнями координуючого органу;
- виконання вимоги, що міститься в п. 33 Протоколу 1989 року про погоджені заходи: систематичне корегування рівня заробітної плати відповідно до зростання індексу цін, що стосується всіх громадян країни;
- виконання вимоги, що міститься в п. 10 Протоколу 1989 року про погоджені заходи: надання пенсій всім трудящим, залученим на підземних роботах (до начальника дільниці включно), котрі мають 25 років підземного стажу, незалежно від віку;
- відповідно до п. 20 Протоколу 1989 року про погоджені заходи передати колишню будівлю Державного технічного університету під дитячий естетичний центр;
- гарантувати недоторканність всіх учасників відновленого страйку.

Шахтарські страйки 1989–1990 років стали одним з поштовхів до зміни економічного й політичного ладу в 1991 році.

## Співпраця шахтарських страйкомів та Народного Руху України

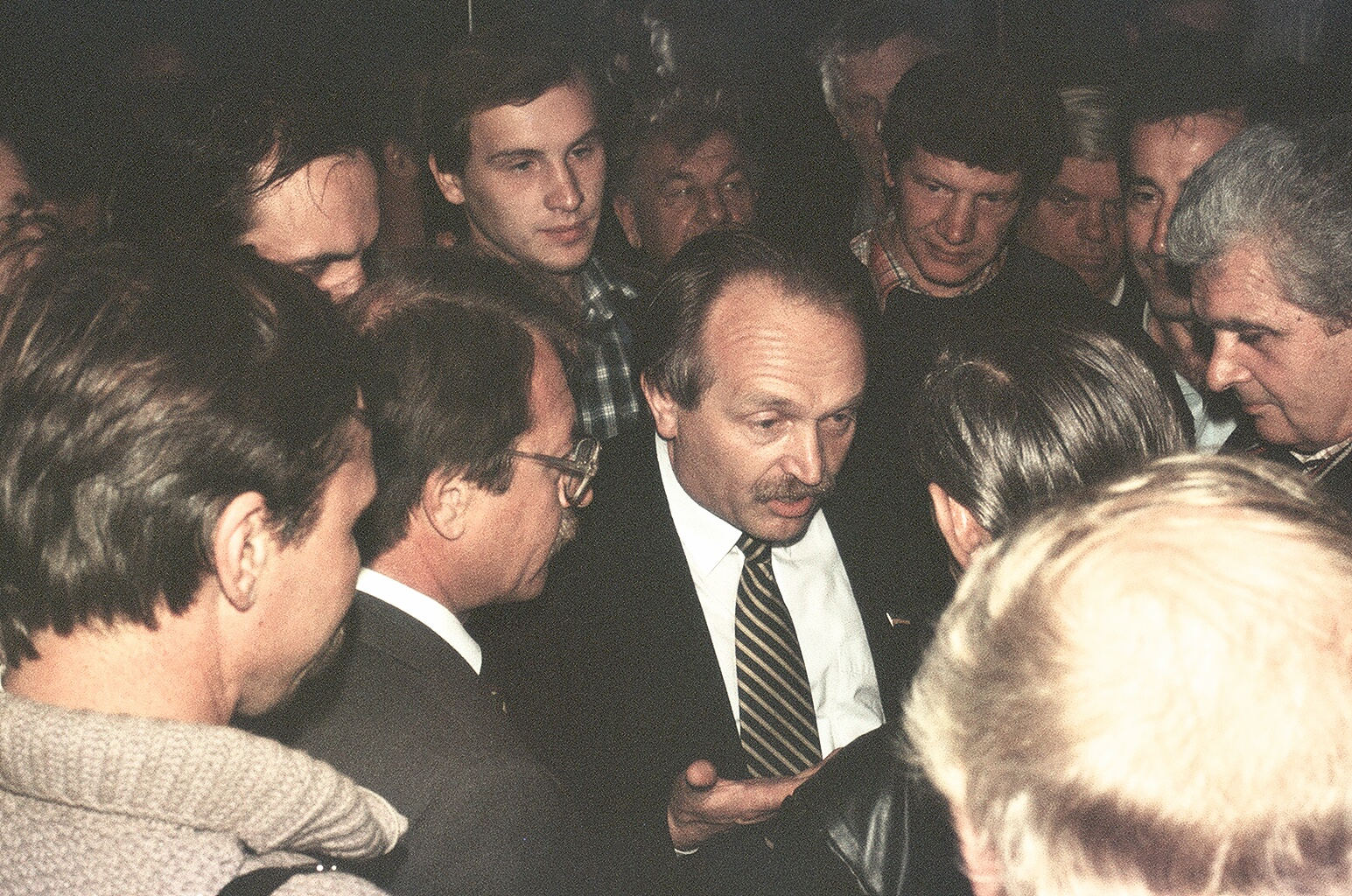
В'ячеслав Чорновіл на шахті ім. Поченкова, Макіївка, 1990-ті роки

Лідери шахтарських страйкомів стали делегатами та гостями Установчого з'їзду Народного Руху України за перебудову, один з них — Петро Побережний навіть виступив на Установчому з'їзді.
Але цей процес не розвинувся — злиття шахтарського та національно-демократичного руху не відбулося, хоча на Донеччині низку акцій шахтарські страйкоми й організації НРУ координували. Зокрема, тісна координація була в питаннях висунення та підтримки кандидатів у депутати Верховної Ради Української РСР та місцевих рад народних депутатів.
У процесі боротьби з комуністичною бюрократією Донецьке обласне Товариство української мови звернулося 1990 року за підтримкою до Донецького страйкому шахтарів. Останній підтримав Товариство — з'явилося спільне (підписане співголовами ДТУМ В. Білецьким та В. Тихою‚ співголовами страйкому М. Волинком та А. Коломійцевим) звернення до владних структур всіх республіканських рівнів:
| “Страйковий комітет шахтарів та Товариство української мови м. Донецька стурбовані тяганиною навколо відкриття в місті єдиної середньої школи з українською мовою викладання... Вимагаємо передати для першої української школи-ліцею м. Донецька недобудоване приміщення Будинку політосвіти...“ [3] |

## Шахтарський рух у незалежній Україні

### Страйк 1993р.
7 червня 1993 р. розпочався наймасовіший страйк шахтарів Донбасу за всю історію України. Безпосереднім приводом послужило багатократне підняття цін на продовольство. Страйк почали робітники шахти імені Засядька, але він швидко поширився на інші шахти, а потім і на інші підприємства Донецька й сусідніх областей.
Страйк 1993 р. висунув не лише економічні, але і політичні вимоги, зокрема референдуму щодо недовіри президенту та Верховної Ради, а також надання регіональної автономії Донбасу.
Ввечері 8 червня в Донецьк прилетіла урядова комісія з 11 чоловік, очолювана віце-прем'єром Віктором Пинзеником, але оскільки вона відмовилася обговорювати політичні вимоги робітників, пославшись на свою некомпетентність вирішувати подібні питання, а ініціативна група страйкарів була уповноважена «площею» не вступати в переговори з економічних питань до вирішення питань політичних, страйкарі покинули переговори. Після цього ініціативу в переговорах перебрали на себе директори шахт, і використали їх у своїх інтересах.
Ввечері 12 червня місцеве телебачення передало повідомлення про призначення міським головою Донецька Юхима Звягільського першим віце-прем'єром України, що дало ґрунт для чуток про те, що страйк на шахті ім. Засядька був спровокований «зверху», що посіяло недовіру в середовищі страйкарів. Юхим Звягільський, зі свого боку, став наполегливо пропонувати робітникам сісти за стіл переговорів.
За повідомленням преси, всього тоді страйкувало 230 з 250 шахт, близько 40 шахтобудівних управлінь, 400 підприємств металургійної, машинобудівної, хімічної промисловості, інших галузей.
17 червня Верховна Рада під тиском страйку ухвалила рішення про призначення на 26 вересня 1993-го консультативного референдуму про висловлення недовіри президенту і до парламенту (24 вересня референдум був скасований — Верховна Рада України вирішила провести дострокові вибори до парламенту 27 березня 1994 р. і президента — 26 червня 1994-го).
19 червня було укладено угоду між страйкарями й урядовою комісією, яка частково задовольнила вимоги шахтарів і оголошено про припинення страйку. Але страйк ще продовжувався певний час у інших містах, донецькі шахтарі також не були задоволеними, але не знали як діяти в тій ситуації й піддалися тиску. Загалом, основні вигоди від страйку отримали директори, а не шахтарі. Як зазначали дослідники шахтарського рух Вадим Борисов і Саймон Кларк:

Остаточна угода про врегулювання страйку забезпечила шахтарям подвоєння зарплат, але це не було великою перемогою, адже, як сказали раніше самі шахтарі, коли відкидали економічні переговори: «Який сенс у збільшенні платні, якщо наступного тижня ціни знову піднімуть?» Іншим робітникам пообіцяли приблизно такі самі підвищення, хоча уряд не поділився подробицями. Іншими словами, робітники отримали не набагато більше, ніж двозначні обіцянки.
[…]
Страйк 1993 року багато в чому повторив схему попередніх страйкових хвиль 1989 та 1991 років, коли робітники проявляли сміливість, солідарність і дисципліну. Але, як і в попередні рази, цей страйк був спонтанним виливом гніву. Політичні вимоги робітників були суто негативними — звільнити всіх відповідальних за попередню політику — але робітники не мали чітких вимог і власної позитивної програми, тому рух було нескладно кооптувати та спрямувати в установлені інституційні канали, внаслідок чого вигоду отримали директори, а не робітники. Та хоч багато хто відчував, що страйкком їх продав, негативні емоції не є конструктивною основою для розвитку політичного руху.

### Спад шахтарського руху
У 1998–1999 роках теж відбувалися марші гірників, їхніх дружин, а також шахтарів-інвалідів. Але масштаб явища шахтарського руху у ці роки був значно меншим.

## Акт самоспалення гірника

Плакат учасників акції протесту 2009 р. проти одного з керівників Луганської області В. Тихонова, за правління якого сталась трагедія

У липні-серпні 1998 року у Луганську гірники краснодонських шахт ім. Баракова, «Дуванна», «Краснодарська-Південна» і «Суходольська-Східна» пікетували облдержадміністрацію та облраду, керівниками яких тоді були Олександр Єфремов і Віктор Тихонов, з вимогою погасити заборгованість із зарплати за 2,5 роки.
24 серпня на День незалежності України відбувся розгін протестувальників. Уперше в незалежній Україні проти учасників мирної акції були застосовані спецзасоби: кийки і сльозогінний газ. Унаслідок сутички постраждало 22 шахтарі, 12 працівників «Беркута» і 3 співробітники міліції.
14 грудня о четвертій ранку на знак протесту проти дій влади і знущань з боку адміністрації шахти ім. Баракова, яка заборгувала зарплату з 1996 року, доведений до відчаю гірник Олександр Михалевич здійснив акт самоспалення. У записці він зазначив:

| Не можу більше терпіти і чекати якихось обіцянок, не вірю і у видачу заборгованості 15 грудня. Тому я наважився на цей вчинок. Набридли знущання з боку керівників шахти та адміністрації. Це не вихід у житті, але, може, через мій вчинок швидше вирішаться справи. Сам тверезий і перебуваю в нормальному стані. Відповідаю за свої дії.[9] |
17 грудня вся заборгованість була погашена.
До 2013 року, 24 серпня і 14 грудня, у Луганську неофіційно гірниками і журналістами відзначався день пам'яті подій 1998 року.
Після тих події у Луганській області ще кілька гірників намагались вчинити самогубство, щоб примусити владу погасити заборгованість по зарплаті.